# Killzone: Mercenary
Killzone: Mercenary (в России известная как «Killzone: Наёмник») — видеоигра в жанре шутер от первого лица для портативной консоли PlayStation Vita. Игра разрабатывается Guerrilla Cambridge. Это второе ответвление и пятая игра по счёту в серии Killzone. Релиз игры состоялся в сентябре 2013 года. Это первая игра в серии, не разработанная Guerrilla Games.

## Игровой процесс
Впервые в кампании Killzone, игроки будут воевать вместе с силами хелгастов, а также со специалистами из ISA выполнять миссии, которые обычные солдаты не могут выполнять. Будучи наёмником, игроки сами решают, какую тактику они будут использовать для выполнения своих миссий по контрактам. Работодатели вознаградят игроков оружием и деньгами, если миссия успешно завершена. В игре будет задействован сенсорный экран PS Vita и задняя сенсорная панель.

## Сюжет
Действие истории происходит после окончания первой Killzone. Главный герой, наёмник Арран Даннер, работающий на ЧВК Phantom Talon Corp. (PTC), выполняет боевые задания, всеми силами помогая вектанскому вторжению на Хеллган, пока не получает задание спасти семью вектанского посла, в одночасье лишившегося политической неприкосновенности. Спасти самого посла и его жену Даннеру не удаётся, но сын посла эвакуируется из разрушенного посольства, после чего за ним начинают охотиться обе стороны конфликта. Теперь Даннер вынужден разбираться с более серьезной проблемой, спасать обе расы от уничтожения и, главное, ему предстоит понять, почему же мальчик так важен, и что это за страшный "вирус"...

## Разработка
На выставке Gamescom 2012, стало известно название игры. Killzone: Mercenary использует модифицированную версию движка Killzone 3, где используются новые возможности: объёмное освещение и дым, высокое разрешение текстур окружающей среды, сверкающий металл и реалистичные тени. Релиз игры намечен на сентябрь 2013 года. В отличие от предыдущих частей серии, Mercenary не была разработана Guerrilla Games; вместо неё разработкой игры занялась студия Guerrilla Cambridge (известная ранее как SCE Cambridge Studio). По сравнению с предыдущими частями, Mercenary предлагает больше снаряжения и оружия в серии. Благодаря этому, игровой процесс, по словам создателей, становится разнообразным.
В рекламной кампании PlayStation Vita Sony делала особый упор на два аналоговых стика, благодаря которым владельцы портативной консоли смогут пережить «полноценный шутерный опыт».

## Восприятие
| Сводный рейтинг | Сводный рейтинг |
| Агрегатор       | Оценка          |
| --------------- | --------------- |
| GameRankings    | 77,09 %         |

Согласно агрегатору обзоров Metacritic, игра получила «в целом положительные отзывы» с оценкой в 78 баллов из 100. Killzone удалось значительно превзойти первые два шутера от первого лица для PS Vita (Call of Duty: Black Ops: Declassified и Resistance: Burning Skies), которые получили негативные или смешанные отзывы. За первую неделю после выпуска в Японии было продано 11 053 копии игры.